# Jenny Shipley
Jennifer Mary Shipley DNZM PC (nascida Robson; Gore, Southland, 4 de fevereiro de 1952) é uma política neozelandesa que ocupou o cargo de primeira-ministra da Nova Zelândia entre 1997 e 1999. Foi a primeira mulher a liderar o Partido Nacional e também o país.
Nascida em Gore, Southland, Jenny Shipley cresceu numa região rural de Cantuária, sendo uma de quatro irmãs. Frequentou o Colégio Feminino de Marlborough e mais tarde a Escola Superior de Educação de Christchurch, tendo exercido como professora até 1976 e envolvendo-se em várias instituições comunitárias. No retorno do Partido Nacional ao governo, foi designada para o gabinete do então primeiro-ministro Jim Bolger. Nele, ocupou as pastas dos Assuntos Sociais (1990–1996), Assuntos das Mulheres (1990–1996), Saúde (1993–1996), e Transportes (1996–1997).
Após a perda de confiança do partido em Bolger, que levou à sua renúncia em dezembro de 1997, Jenny Shipley foi eleita sem oposição como sua substituta no cargo e manteve-se como primeira-ministra até às eleições de 1999. Continuou a desempenhar o papel de líder da oposição até outubro de 2001, sendo então sucedida no cargo por Bill English. Após o seu percurso na política, dedicou-se ao mundo empresarial e filantrópico, sendo atualmente membro do Conselho de Mulheres Líderes Mundiais. Foi investida Dama Companheira da Ordem de Mérito da Nova Zelândia em 2009.